# 小さな木の実
「小さな木の実」（ちいさなこのみ）は、日本の歌。作詞は海野洋司、原曲の作曲者はジョルジュ・ビゼー、編曲は石川皓也による。1971年10月・11月に、NHKの音楽番組『みんなのうた』で、大庭照子の歌により発表された。

## 歌詞
少年を主人公にして、その父親との関係を表現した歌詞となっている。秋の日に少年は、かつて父親と一緒に拾った木の実を手に持って、草原を走り抜ける。その時少年は、父親が昔語ってくれた言葉を思い出す。
歌詞は海野洋司が1969年に作成した「草原の秋」と題する詩が元になっている。海野は長男が生まれたのを記念してこの詩を作成した。しかしこの詩は作成されたときには発表されることはなく、「小さな木の実」として書きなおされるまで海野の引き出しの中に入れられたままとなっていた。
海野は「草原の秋」を作った時の思いを次のように述べている。

## 曲
ビゼーによる歌劇「美しきパースの娘」の中の「セレナード」を元に、石川皓也が作り変えたものである。8小節のメロディーを4つ組み合わせて32小節の曲となっている。元々の「セレナード」は、その8小節の最後の小節が4つすべて同じメロディーになっている。このことに違和感を覚えた石川皓也は、この箇所のメロディーに変化をつけ、さらに他の箇所にも手を加え、最終的に32小節中11小節を変更して、「小さな木の実」のメロディーとした。

## 誕生の経緯

### 背景
大庭は1968年に歌手としてデビューしたが、歌う場所はクラブやキャバレー、レストランなどに限られていた。大庭は、これは自分の思う歌手への道とは異なっていると感じ、1971年に所属事務所を辞めた。
大庭は、自分はあまりテレビで歌うには向いていないと感じていたため、顔の出ない『みんなのうた』が自分に合っていると思った。そして出演を目指して、事務所時代のマネージャーからのつてをたどって、NHKの番組ディレクターである若林尚司のもとを何度も訪れた。その結果、大庭は1971年、「詩人が死んだとき」でみんなのうた出演を果たした。
「詩人が死んだとき」の評判は上々で、その月に放送されたみんなのうたの中では最も反響が大きかった。しかし「詩人が死んだとき」は大庭以前に越路吹雪や中原美紗緒によって歌われていたため、大庭はこの曲を自分自身の歌にすることは出来ないと思った。そして、自分がオリジナルとなるような歌との出会いを求め、NHKへの来訪を続けた。
一方、若林は「詩人が死んだとき」の評判を受けて、今度も大庭を起用してヒット曲を生み出そうと、新曲の構想を練った。

### 曲の選定
若林は、ザ・ピーナッツが歌った「情熱の花」のような、クラシック曲に日本語の歌詞をのせた歌を作る計画を立て、作曲家の石川皓也に依頼した。
石川皓也はこれを了承したが、多くの有名なクラシックはすでに欧米で同様な手法により編曲が施されていることが分かり、曲の選定に悩んだ。その時、自らが関わったNHKの番組『夢のセレナード』で演奏された、ビゼーのセレナーデの存在を思い出した。この曲は当時レコード化されたものはほとんどなく、一般には知られていなかった。しかし石川皓也はこのメロディーは素晴らしく、人の心をとらえるものだと感じ、この曲の採用を決めた。

### 歌詞の作成
若林は完成した曲を聴いて、この曲は陰のある少年のイメージがあると感じ、作詞家の海野に、少年を主人公にした詩を書いてほしいと依頼した。その背景として、ちょうどこの時期は車社会による交通事故での死者数が増えており、テレビで交通遺児を取り扱った番組を見た若林が「少年をテーマにした楽曲で応援しよう」と考えたことが発端となった。
海野はそれを聞いて、以前に作った「草原の秋」がふさわしいと思い、その詩を元にして、曲に合うように書きなおした。

## 発表後
『みんなのうた』放送直後から大きな反響があり、その後も長く歌い継がれる曲となった。
大庭はこの歌がきっかけで、日本青少年文化センターなどによるスクールコンサートの依頼が舞い込み、これまであまり関わっていなかった童謡を歌う機会が増えた。1979年ではイスラエルの音楽祭でこの曲を歌った。大庭は、どのようなコンサートであっても、この曲は出来る限り歌うようにしていると語っている。
『みんなのうた』では、大庭のほかに、1983年10月・11月には斉藤昌子、1995年10月・11月には蒲原史子が歌ったバージョンが放送された。また、『みんなのうた』以外でも、ペギー葉山によるシングル盤や、椎名林檎によるカバーが出されるなど、多くの歌手によって歌われている。
さらに、この歌は1975年以降、音楽の教科書にもたびたび掲載されるようになった。海野は、この歌が広く親しまれてきたのは、教科書に掲載されたことが大きいとし、このことによって、日本中の人に歌われる、本当の意味での『みんなのうた』になったと述べている。

## 再放送
前述のとおり、本曲はその反響の大きさから再放送の回数も多く、1995年版が再放送されることが多い。
以下、放送年のみが記されているものは10月 - 11月に放送。
1971年版
- 1972年8月 - 9月
- 1974年
- 2006年9月7日、2007年1月3日（なつかしのみんなのうた）
- 2011年4月23日（みんなのうたスペシャル 年代別セレクション）

1983年版
- 1985年
- 1986年
- 1988年
- 2023年

1995年版
- 1996年[注 1]
- 1998年
- 2001年
- 2003年[注 1]
- 2007年
- 2012年
- 2017年10月27日・11月24日（みんなのうたリクエスト）
- 2021年11月[注 2]